# Assignment: Munich
Assignment: Munich es un telefilme estadounidense de acción, drama y suspenso de 1972, dirigido por David Lowell Rich, escrito por Jerrold L. Ludwig y Eric Bercovici, musicalizado por George Romanis, en la fotografía estuvo Michael Marszalek y los protagonistas son Richard Basehart, Roy Scheider y Lesley Ann Warren, entre otros. Este largometraje fue producido por MGM Television y se estrenó el 30 de abril de 1972.

## Sinopsis
Un agente encubierto que utiliza su bar como fachada, tiene que pelear contra tres homicidas para hallar una fortuna que fue robada.